# بالماسکه

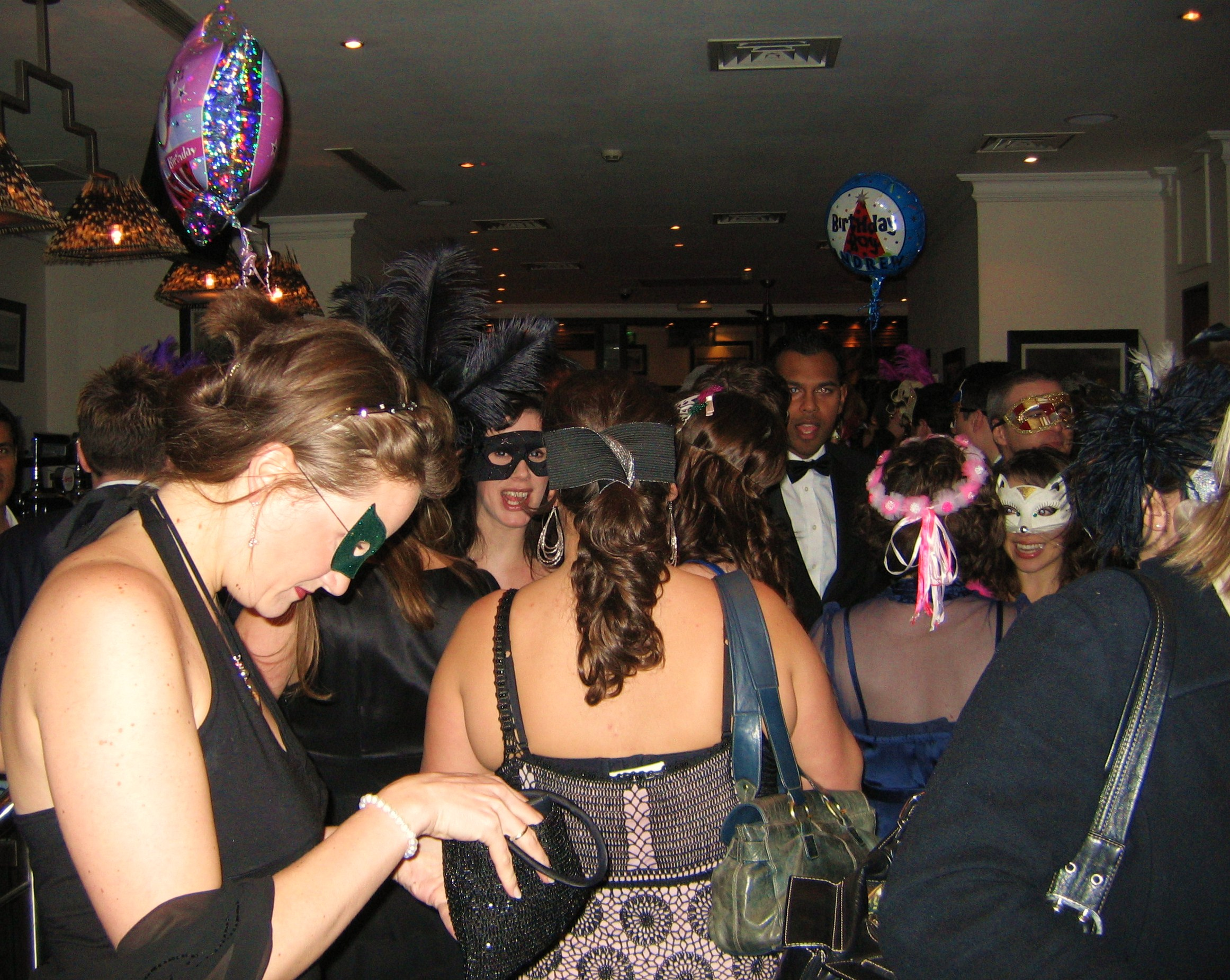
تصویری از یک جشن بالماسکه امروزی در آمریکا.

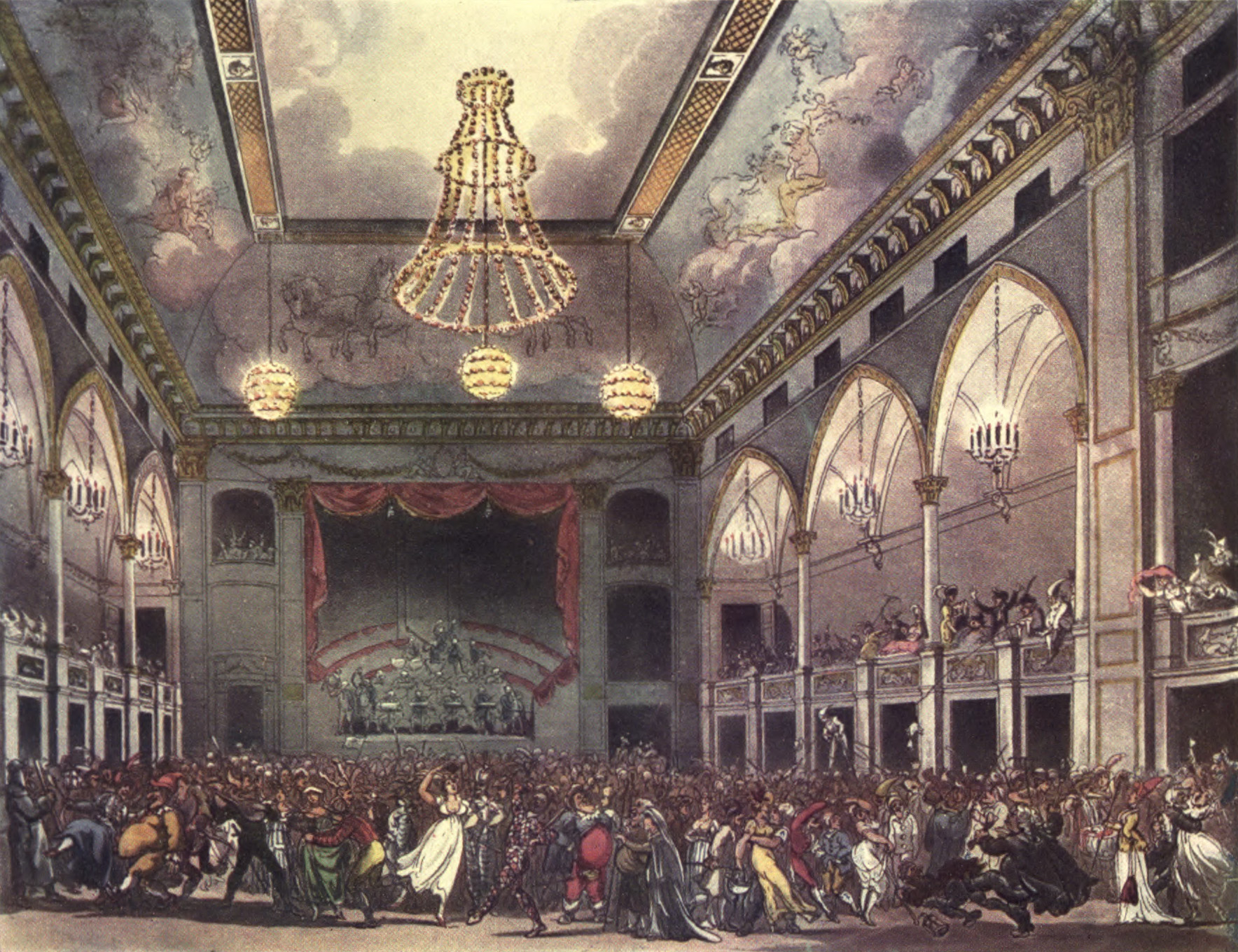
یک نقاشی از یک جشن بالماسکه در خیابان آکسفورد، لندن. سال ۱۸۰۹

بالماسکه (به فرانسوی: Bal masqué) و (به انگلیسی: Masquerade Ball) نوعی مراسم جشن است که در آن مهمانان با لباس مبدّل و نقاب در آن شرکت می‌کنند. بالماسکه معمولاً شامل موسیقی و رقص است. این فستیوال یا رویداد برای سرگرمی و شادی افراد برپا می‌شود. هدف اصلی این مهمانی، شناخته نشدن افراد شرکت‌کننده و پنهان کردن هویت شخص در پشت یک لباس مجلل و ماسک صورت است و آغاز برگزاری این نوع مراسم به قرن پانزدهم بر می گردد .

## تاریخچه
در سال ۱۳۹۳ میلادی بود که یک جشن بالماسکه برگزار شد و آن روز مصادف با ۲۸ ژانویه بود که عروسی چارلز ششم فرانسه در آن روز برگزار شد، و در این مهمانی جشنی برگزار شد. در آن جشن شاه و پنج نفر از همراهانش لباس‌های جنگی مردان را به تن کرده بودند و در این جشن با این ظاهر شرکت کردند، هم چنین به دلیل نزدیک شدن به آتش در هنگامی که می‌رقصیدند باعث شد تا بعدها این مهمانی را با نام مهمانی رقص آتش بشناسند و آن را به این نام بخوانند.

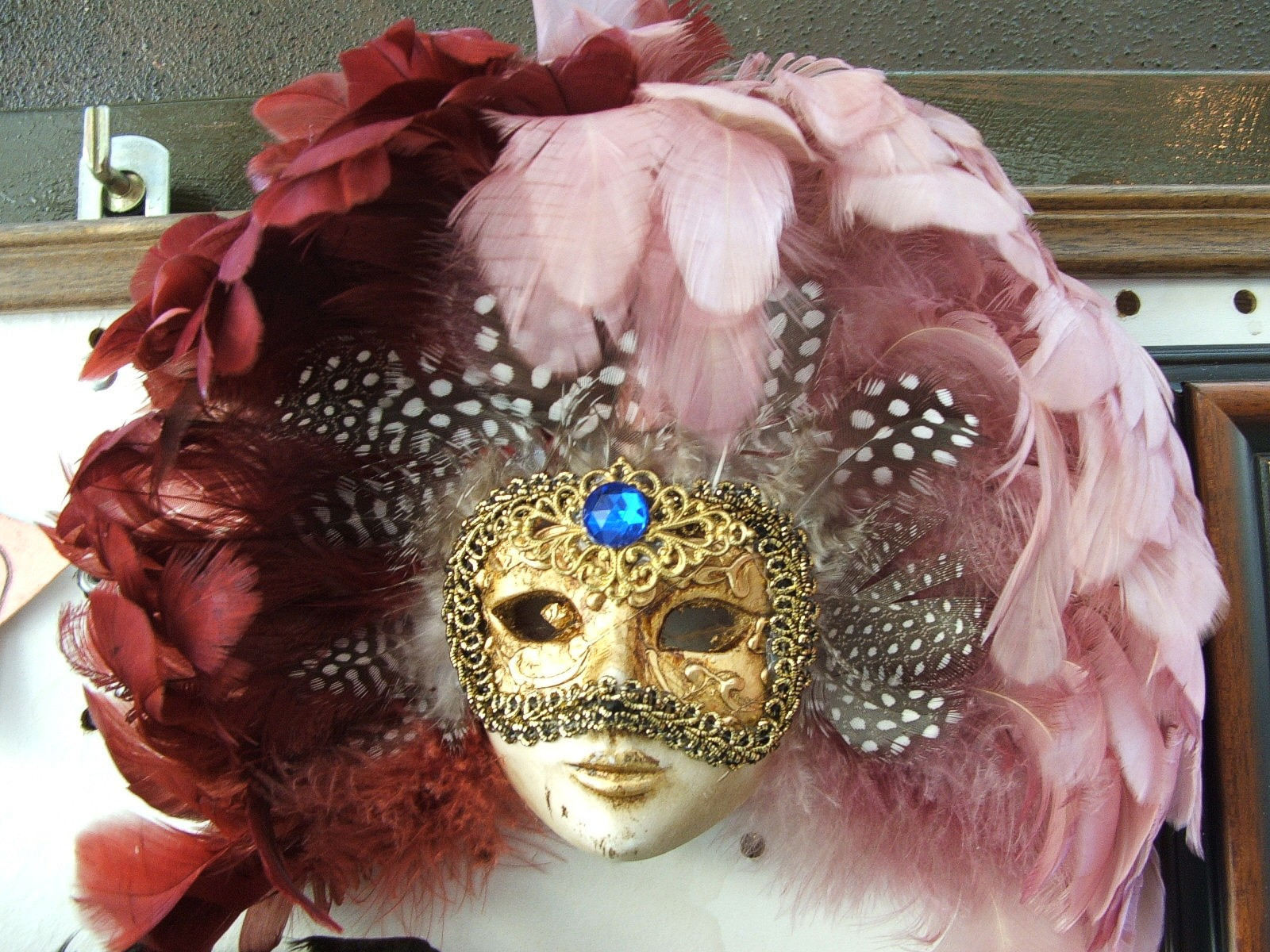
یک ماسک ونیزی از ایتالیا

البته در قرن پانزدهم مراسم بالماسکه پررنگ‌تر شد و مهمانی‌های بالماسکه در فستیوال‌های ایتالیا رواج پیدا کرد و بیشتر در طبقه اشراف ونیز دیده می‌شد و به این دلیل محبوبیت بسیاری پیدا کرد و رفته رفته فستیوال بالماسکه به صورت سنت درآمد. مهمانی‌های بالماسکه در قرون هفدهم و هجدهم در اروپا رواج بسیاری پیدا کرد.
گوستاو سوم، پادشاه سوئد، نیز در یکی از میهمانی‌های بالماسکه به دست یک اشراف‌زاده ناراضی به نام جاکوب جانانکر استروم، به قتل رسید؛ این واقعه بعدها به صورت نمایشی به اسم گوستاو سوم نوشته شد و جوزپ هوردی آن را به صورت اپرا درآورد.
«کنت جان جیمز هپژر» سوییسی با معرفی نمایش مد و رقص بالماسکه نیمه عمومی در اوایل قرن هجدهم در لندن به معروفیت رسید. در طول قرن هجدهم، رقص‌های میهمانی بالماسکه در انگلستان و آمریکا محبوبیت پیدا کرد. داستان «نقاب سرخ مرگ» توسط ادگار آلن پو بر اساس یک میهمانی بالماسکه نوشته‌شده که در آن شخصیت اصلی به شکلی ملبس است که در حقیقت نمایانگر شخصیت اصلی او است.
این مراسم هیچ سابقه‌ای در ایران باستان و ایران بعد از مسیح ندارد و هیچ سندی در مورد ارتباط این مراسم با دوران هخامنشی موجود نیست.
در ماه محرم سال ۱۳۲۳ قمری برابر ۱۲۸۴ خورشیدی، یک مراسم بالماسکه در تهران تاریخ‌ساز شد، مستشاران خارجی حاضر در ایران عهد مظفری، و بعضی میهمانان ایرانی در این مراسم شرکت کرده بودند. اما عکسی از مسیو ژوزف نوز وزیر گمرکات ایران در لباس روحانیت در حالی که قلیان می‌کشد منجر به جرقه‌های برای شعله‌ور شدن انقلاب مشروطه در ایران شد.